# Il gatto
Il gatto is een Italiaanse cynische misdaadfilm van Luigi Comencini die werd uitgebracht in 1977.

## Verhaal
Amedeo en zijn zus Ofelia, twee vrijgezellen van middelbare leeftijd, zijn de eigenaars van een oud vervallen flatgebouw in het centrum van Rome. Een bouwpromotor toont zich fel geïnteresseerd en is bereid het gebouw te kopen op voorwaarde dat het onbewoond is. Amedeo en Ofelia, beiden wat primitief en vooral inhalig van aard, ruiken een flinke winst. 
Ze hebben echter een groot probleem: ze moeten hun huurders buiten krijgen. Ze grijpen de dood van hun kat aan om onder hun huurders een onderzoek te voeren naar de moordenaar van het beest. Er ontstaat onrust bij de huurders, verdenkingen worden geuit, blijkbaar hebben de huurders allemaal wel wat te verbergen.

## Rolverdeling
- Ugo Tognazzi: Amedeo Pecoraro
- Mariangela Melato: Ofelia Pecoraro
- Michel Galabru: commissaris Francisci
- Dalila Di Lazzaro: Wanda Yukovich
- Philippe Leroy: Don Pezzolla, de priester
- Jean Martin: Legrand
- Mario Brega: de moordenaar met de baard
- Aldo Reggiani: Salvatore
- Adriana Innocenti: de prinses
- Armando Brancia: de politieoverste
- Pino Patti: de conciërge
- Fabio Gamma: de gangster
- Franco Santelli: de brigadier
- Raffaele Curi en Matteo Spinola: de twee televisiejournalisten
- Lino Fuggetta: meneer Tiberini
- Nerina Di Lazzaro: mevrouw Tiberini